# Свети Димитър (Стануловци)
Вижте пояснителната страница за други значения на Свети Димитър.
„Свети Димитър“ (на македонска литературна норма: „Свети Димитар“) е късносредновековна православна църква в щипското село Стануловци, източната част на Северна Македония. Част е от Брегалнишката епархия на Македонската православна църква – Охридска архиепископия.
Предполага се, че църквата е изградена в XV век. Иконите са от XIX век, дело на хаджи Коста Кръстев и неизвестен автор. В 2003 година църквата е унищожена от пожар.